# Stigmella wollofella
Stigmella wollofella là một loài bướm đêm thuộc họ Nepticulidae. Nó được miêu tả bởi Gustafsson năm 1972. Nó được tìm thấy ở Gambia.
Ấu trùng ăn Ziziphus mauritania. Chúng có thể ăn lá nơi chúng làm tổ.